# 黄丰桥镇
黄丰桥镇，是中华人民共和国湖南省株洲市攸县下辖的一个乡镇级行政单位。

## 行政区划
黄丰桥镇下辖以下地区：
湖丽坪社区、严塘村、东岳山村、丰陇村、万新桥村、吉林桥村、石联村、满江村、晓曙村、塔前村、宝宁村、杨丰村、大庙村和三广村。